# Citaella
Citaella es un género de foraminífero bentónico considerado un sinónimo posterior de Meandrospira de la subfamilia Meandrospirinae, de la familia Cornuspiridae, de la superfamilia Cornuspiroidea, del suborden Miliolina y del orden Miliolida. Su especie tipo era Citaella iulia. Su rango cronoestratigráfico abarcaba el Triásico inferior.

## Discusión
Algunas clasificaciones hubiesen incluido a Citaella en la familia Meandrospiridae.

## Clasificación
Citaella incluye a la siguiente especie:
- Citaella iulia †

Otra especie considerada en Citaella es:
- Citaella favrei †, de posición genérica incierta